# Blanka Teleki

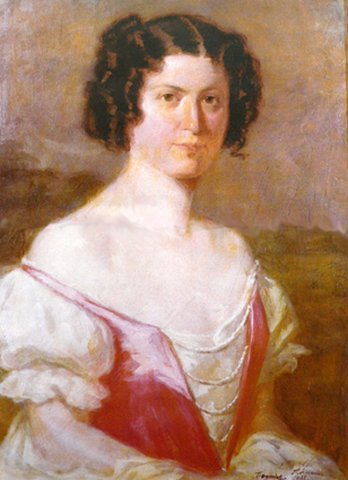
Léon Cogniet: Blanka Teleki, Öl auf Leinwand, vor 1862.

Gräfin Blanka Teleki de Szék (széki gróf Teleki Blanka, * 5. Juli 1806 in Langendorf bei Frauenbach, Siebenbürgen; † 23. Oktober 1862 in Paris) war eine ungarische Gräfin, die als Frauenrechtsaktivistin, Förderin der Frauenbildung und Künstlerin wirkte.

## Leben
Blanka Teleki wurde am 5. Juli 1806 in Langendorf geboren, dem heutigen Satulung in Rumänien (ungarisch Kővárhosszúfalu). Ihre Eltern waren Graf Imre Teleki (* 1782, † 1848) und dessen Ehefrau Karoline Brunsvik (* 1782, † 1843). Blanka hatte zwei jüngere Geschwister: Emma (* 1809, † 1893) und Maximilian (ungarisch Miksa; * 1813, † 1872). Sie war die Nichte der Bildungsreformerin Therese Brunsvik, die 1828 den ersten Kindergarten im damaligen Ungarn gegründet hatte.
Teleki entschied sich erst für eine künstlerische Laufbahn. Sie studierte in München und Paris im Studio von Léon Cogniet Malerei und in Budapest Skulptur bei István Ferenczy. Nachdem sie ihre Ideen für die Bildung von Frauen publiziert hatte, eröffnete sie 1846 in Budapest ihre eigene Schule für Mädchen. 1848 forderten Teleki und einige ihrer Schülerinnen in einer Petition die gleichen Rechte für Männer und Frauen in Ungarn, das Frauenwahlrecht und den Zugang zu den Universitäten für Frauen. Sie beteiligte sich, ebenso wie die Erzieherin Klára Leövey, an der Ungarischen Revolution im selben Jahr. In der Folge wurden sie inhaftiert. Insbesondere die Festungshaft in Kufstein (Tirol) trug zur Bekanntheit Telekis bei. Während der Haft schuf sie kleine Skulpturen, darunter Selbstporträts, von denen sie eines nach Frankreich zu Jules Michelet geschickt haben soll. Nachdem sie 1857 freigelassen worden war, verließ Teleki Ungarn und ließ sich in Paris nieder. Dort verstarb sie am 23. Oktober 1862.